# Cantonul Saint-Pierre-3
Cantonul Saint-Pierre-3 este un canton din arondismentul Saint-Pierre, Réunion, Franța.